# Franc Mihelič
Za slikarja glej France Mihelič.
Franc Mihelič, slovenski glasbenik, harmonikar in skladatelj, * 3. marec 1949, Sodražica.
Franc Mihelič je ustanovitelj in vodja Ansambla Franca Miheliča, ki deluje od leta 1970. Velja za utemeljitelja petprstnega igranja na diatonično harmoniko. Prištevajo ga med legende narodnozabavne glasbe,  postavljajo ga ob bok Slavku Avseniku in Lojzetu Slaku.

## Življenje
Franc Mihelič se je rodil 3. marca 1949 v Sodražici v Ribniški dolini. Ribnico in vse v povezavi z njo opeva v več pesmih. Družina je bila zelo povezana z glasbo, kar je bilo pomembno izhodišče za njegovo življenjsko pot. Prvič je vzel harmoniko v roke, ko je bil star štiri leta. Starši so odšli k maši, sam pa je v očetovi delavnici sam od sebe zaigral kakšno pesem. Kot otrok si je eno izdelal celo sam. Tudi pozneje se je raje kot igranju nogometa s prijatelji posvečal inštrumentu. Oče mu je nekoč za nagrado za pridnost kupil orglice in še isti dan je igral nanje vse, kar je znal.
Prvi javni nastop je imel leta 1955, ko je bil star 6 let. Pozneje je veliko nastopal v šoli z orglicami, harmoniko, šolskim harmonijem, bisernico, bugarijo, berdo in tudi kitaro. Na vse inštrumente je igral po posluhu brez not. V 5. razredu osnovne šole je z dvema sošolcema sestavil ansambel. Na predlog učiteljice je petkrat s harmoniko nastopil na Veselem toboganu Radia Ljubljana, kjer je požel velike aplavze. V času srednje šole je veliko zaslužil z rednim igranjem v gostilni pri Kropcu, leta 1966 pa je ustanovil svoj prvi uradni trio, s katerim je naslednji dve leti igral v več različnih krajih. Večinoma so igrali skladbe Ansambla Lojzeta Slaka in Ansambla bratov Avsenik.
Leta 1968 je na enem izmed nastopov srečal pevca, brata in sestro Lovšin, Franca in Bernardo. Takrat so prvič nastopili skupaj. Kmalu potem je bilo delovanje skupine prekinjeno zaradi služenja Franca Miheliča v vojski. Z Lovšinovima in inštrumentalisti je ohranil stike in leta 1970 se je začela pot Ansambla Franca Miheliča. Bernarda Lovšin je nedolgo zatem postala tudi Miheličeva žena. Z njo ima hčerko Natašo, ki je nekajkrat nastopila skupaj z ansamblom, in sina Tadeja, ki nastopa z ansamblom kot basist. Tadej je v zvezi s slovensko pevko Ylenio Zobec.
Njegovo življenje je v knjigi z naslovom Glasba je moj čarobni svet opisal Miheličev velik prijatelj in avtor mnogih besedil za njegov ansambel pisatelj Ivan Sivec.

## Delo
V bazi avtorjev združenja SAZAS je bilo na dan 1. 1. 2017 registriranih 269 del, katerih avtor ali soavtor je Franc Mihelič. Upoštevane so tako skladbe v slovenščini kot tudi tiste v nemščini za nemško govorno področje.

## Zanimivosti
Franc Mihelič je poleg utemeljitve petprstnega igranja na diatonično harmoniko poznan tudi po izmenjujočem igranju na 7 harmonik. Posebej zanj so naredili tudi harmoniko s toni v nižinah in na njegov predlog dodali še en gumb, s katerim se da na trivrstno harmoniko zaigrati v štirih durih, kar sicer ni značilnost te vrste harmonik.